# Silvitettix territus
Silvitettix territus är en insektsart som beskrevs av Otte, D. och Nicholas David Jago 1979. Silvitettix territus ingår i släktet Silvitettix och familjen gräshoppor. Inga underarter finns listade i Catalogue of Life.